# Therese Fuchs
Therese Fuchs (* 1849 in Düsseldorf als Therese Conrads; † 1910 ebenda) war eine deutsche Landschaftsmalerin der Düsseldorfer Schule.

## Leben

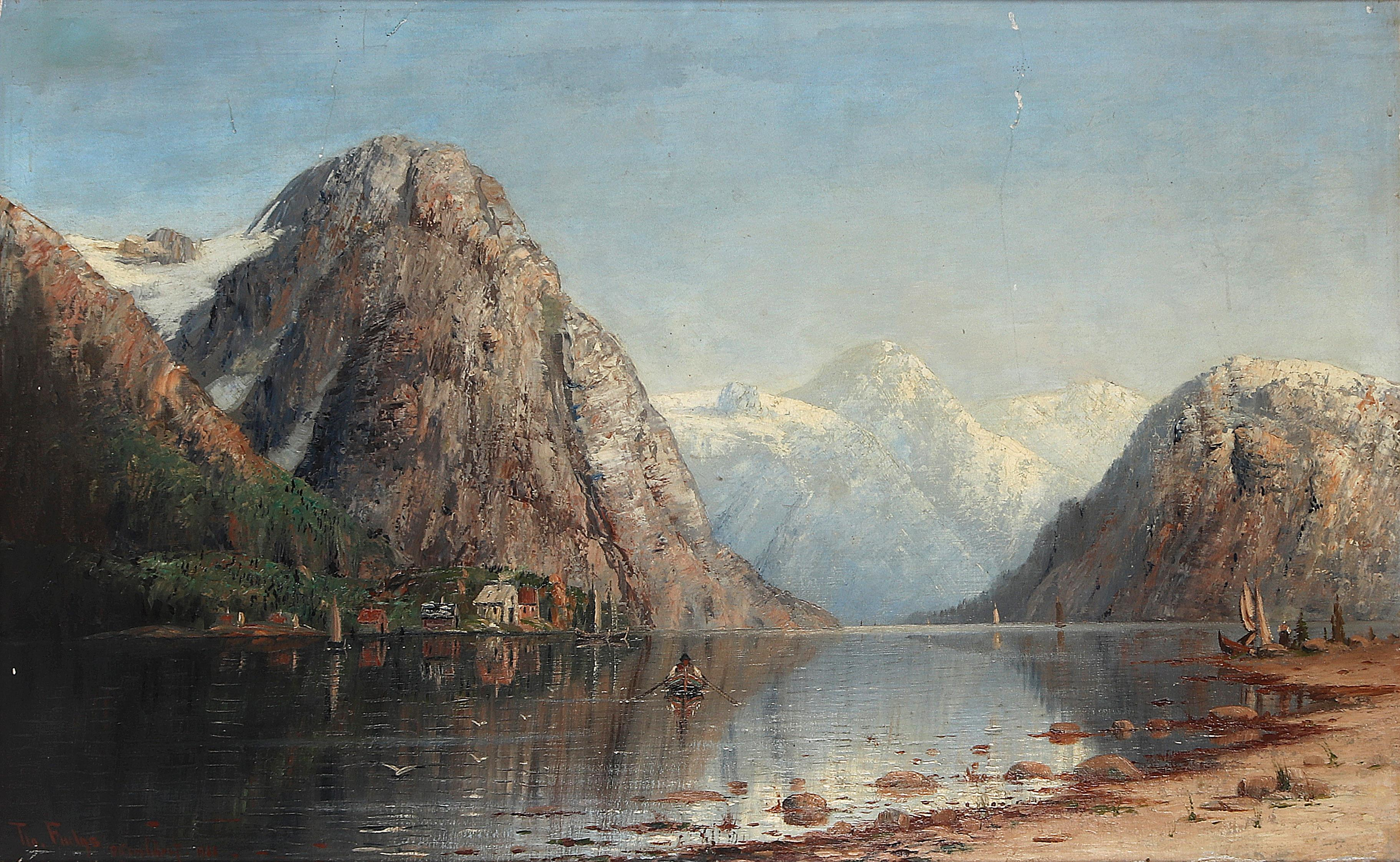
Fjordlandschaft, 1900

Fuchs war die Ehefrau des Düsseldorfer Farbenfabrikanten Mathias Fuchs. Das Paar war in Düsseldorf ansässig. Therese Fuchs trat vorwiegend durch Fjordlandschaften in Erscheinung, die sie auf mehreren Studienreisen in Norwegen kennen- und schätzen gelernt hatte, außerdem durch die Darstellung deutscher Wälder und Winterlandschaften.